# Милорад Бата Михаиловић
Милорад Бата Михаиловић (Панчево, 8. фебруар 1923 — Париз, 23. април 2011) био је српски сликар и академик.

## Биографија
У Београду је завршио основну школу. Отац Петар га је, док је био у војсци, уписао на Правни факултет Универзитета у Београду на који је отишао, каже, само једном - да се испише. На Ликовну академију је 1946. године примљен одмах на други семестар у класу професора Ивана Табаковића. Одласком у Задар 1947. године где настаје Задарска група напустио је Академију 1947. године, потом оснива групу Једанаесторица са којом излаже до 1951. У Париз одлази, са супругом Љубинком Јовановић, 1952. године. где живи и ради повремено се враћајући у Београд.
Од 1947. када први пут излаже у Београду, имао је стотинак групних изложби на свим континентима. Прву самосталну изложбу приредио је 1951. године у Београду а ретроспективну у Уметничком павиљону 'Цвијета Зузорић' 1981. године
Године 1985. изабран је за члана ван радног састава САНУ, у одељењу ликовних и музичких уметности. Поводом 100 година од његовог рођења 2023. године у Галерији САНУ приређена је изложба.

## Сликарство
Михаиловић је започео сликарство у духу реализма и традиционализма, да би убрзо пронашао језик експресионизма који је у каснијим фазама мењао у неколико стилских поетика. Ако је и долазио до границе апсртакције, Михаиловић никада није прешао тај ликовни рубикон. Пре је био следбеник интензивног колористичког сликарства која је имало дугу традицију у српском модернизму. Његов сликарски гест је силовит, еуфоричан, брз, размахнут, експлозиван, вртложан, без икаквог контемплирања током рада. Форме су му експресивно изобличене, једва препознатљиве, окупане богатом хроматском палетом и светлом. Често се у његовим радовима примећују препознатљиви орнаменти и детаљи са средњовековног српског фреско-сликарства.

## Самосталне изложбе (избор)
- 1951. Галерија УЛУС, Београд
- 1953. Galerie Marseille, Paris, Galerie Paul Moihien, Paris
- 1957. Galerie Rive Gauche, Paris
- 1958. Galerie Rive Gauche, Paris
- 1958. Galerie Jeanne Bucher, Paris
- 1959. Galerie Rive Gauche, Paris
- 1961. Galerie Ariel, Paris
- 1962. Galeria Nova Spectra, Hague
- 1963. Galerie 'Le Zodiaque' - Galerie Gérard Moneyn, Brisel, Galerie Ariel, Paris
- 1964. Galerie Birch, Copenhagen
- 1965. Салон Музеја савремене уметности, Београд
- 1966. Galerie Ariel, Paris, Tama Gallery, London
- 1967, Galerie Nord, Lille
- 1968. Galerie Rive Gauche, Paris
- 1969. Galeria Haaken, Oslo
- 1970. Galerie Ariel, Paris, Galerie Nord, Lille
- 1974. Galerie Ariel, Paris
- 1975. Galeria Eklunds, Umea (Sweden)
- 1976. Galerie Médicis, Ostend (Belgium), Kunsthandel M. L., De Boer, Amsterdam, Galeria Galax, Gothenburg
- 1978. Galerie Nadar, Casablanca
- 1979. Галерија ликовних уметности, Покон збирка Рајка мамузића, Нови Сад, Модерна галерија, Зрењанин
- 1980. Galerie Erval, Paris, Galerie Ariel, Paris
- 1981. Уметнички павиљон 'Цвијета Зузорић, (ретроспективна изложба), Београд, Galeria JMC, Oslo, Изложбени павиљон у Тврђави, Ниш
- 1983. Galerie Nadar, Casablanca
- 1985. Galerie Ariel, Paris, Galerie Noriot, Apac
- 1986. Galerie Syn'art, Paris, Galerie Fouché-Saillenfest, Le Havre
- 1987. Mairie de Naully-sur-Siene, Galerie Fouché-Saillenfest, Le Havre
- 1988. Galerie Ariel, Paris, Галерија 'Астрапас', Ниш
- 1989. Галерија САНУ, (ретроспективна изложба), Београд